# Hans-Peter Burghof
Hans-Peter Burghof (* 14. November 1963 in Bad Kreuznach)  ist ein deutscher Hochschullehrer und Inhaber des Lehrstuhls für Bankwirtschaft und Finanzdienstleistungen an der Universität Hohenheim.

## Werdegang
Hans-Peter Burghofs Vater ist Karl Wilhelm Burghof (* 1934), der von 1987 bis 1998 am Erich-Klausener-Gymnasium in Adenau als Schulleiter tätig war.
Nach seinem 1984 bestandenen Abitur am Rhein-Wied-Gymnasium Neuwied und einer Ausbildung zum Bankkaufmann begann Hans-Peter Burghof 1988 ein Studium der Volkswirtschaftslehre an der Universität Bonn, das er 1993 als Diplom-Volkswirt abschloss. Von 1993 bis 2002 war er wissenschaftlicher Mitarbeiter am Institut für Kapitalmarktforschung und Finanzierung an der Ludwig-Maximilians-Universität München (Bernd Rudolph), wo er 1998 seine Promotion und 2002 seine Habilitation absolvierte. Von 2002 bis 2003 nahm er Lehraufträge an den Universitäten Mainz und Hohenheim an, bevor er 2003 zum Universitätsprofessor und Inhaber des Lehrstuhls für Bankwirtschaft und Finanzdienstleistungen an der Universität Hohenheim ernannt wurde.
Zudem ist Hans-Peter Burghof Geschäftsführer der Stiftung Kreditwirtschaft an der Universität Hohenheim, Mitinitiator und Beirat der Finanzplatzinitiative Stuttgart Financial, Börsenrat der Börse Stuttgart und Mitglied des Aufsichtsrats der LS Telcom AG. Von 2008 bis 2011 war er Prorektor der Universität Hohenheim, von 2005 bis 2020 Vorsitzender des Vereins Kind und Beruf Hohenheim und von 2010 bis 2015 Mitglied des Aufsichtsrats der GFT AG. Außerdem engagiert er sich in Weiterbildungs- und Internationalisierungsaktivitäten der Universität Hohenheim und für den Finanzplatz Stuttgart.
Bekannt wurde er durch seine zahlreichen Kommentare in den Medien zur Entwicklung der deutschen Finanzwirtschaft insbesondere während der Finanzkrise 2007/08 und als Gutachter in bedeutenden Kapitalmarktstrafverfahren (Infomatec, IKB, Porsche, Windreich).
Hans-Peter Burghof ist Mitglied im Netzwerk Wissenschaftsfreiheit.

## Ausgewählte Veröffentlichungen
Fachzeitschriften
- Policy uncertainty, interest rate environment and the dynamic correlation between sovereign and bank default risk, mit St. Bales, Economic Letters, Vol. 206 (2021).
- The Efficiency of Savings-linked Relationship Lending for  * Housing Finance, mit St. Kirsch, in: Journal of Housing Economics, Vol. 42 (2018).
- Can Stock Price Momentum Be Explained By Anchoring?, mit F. Prothmann, International Journal of Business and Finance Research, Vol. 3 (2009), S. 47–70.
- Risk Effects versus Delayed Price Response: The Case of the Post-Earnings-Announcement Drift in Germany, mit M. Johannsen, Kredit und Kapital, 42. Jg. (2009), S. 55–91.
- Credit and Information in Universal Banking, SBR, 52. Jg. der ZfbF (2000).

Monographien
- Bankkredit und Kreditrisikotransfer, Frankfurt a. M. 2004.
- Eigenkapitalnormen in der Theorie der Finanzintermediation (1998)
- Bankenaufsicht – Theorie und Praxis der Regulierung (1996), zusammen mit Bernd Rudolph

Als Herausgeber
- Handbuch für Kreditderivate: Handbuch für die Bank- und Anlagepraxis. Schäffer-Poeschl, Stuttgart (2005)
- Zeitschrift Credit and Capital Markets